# Mystery Castle
Das Mystery Castle ist ein Fahrgeschäft (eine Vertikalfahrt vom Modell Ballistic Drop Tower) im Phantasialand Brühl, welches zusammen mit River Quest und der Themenwelt Klugheim, die Taron und Raik beinhaltet, den Themenbereich Mystery bildet. Hersteller der patentierten Antriebstechnologie (Air-Drive) ist das zu Intamin gehörende Unternehmen Ride Trade.
Anders als bei anderen Fahrgeschäften dieser Art findet die Fahrt innerhalb des geschlossenen 65 Meter hohen Turmes statt und wird von einer kompletten Geschichte begleitet, die zur Eröffnung in einem Newsletter veröffentlicht wurde.
Die Attraktion gliedert sich in zwei Abschnitte und erzählt die Geschichte der fiktiven Familie von Windhoven.
Zunächst wird der Besucher durch das den Turm umgebende Schloss geführt und auf dem Weg von verschiedenen als Geister und Ungeheuer verkleideten Parkmitarbeitern erschreckt. Die Geschichte des „Kampfes gegen das Böse“, das sich „hoch oben im Turm“ manifestiert und das der Gast mit seiner „positiven Energie“ bekämpfen soll, wird während der Wartezeit innerhalb des Gebäudes weitererzählt.
Der Ausgang der Attraktion führt in einen kleinen Barockgarten.

## Fahrtbeschreibung
Für die eigentliche Fahrt nehmen je acht Personen in den sechs Fahrgastträgern Platz. Die Gondeln laufen auf Schienen, die an der Innenwand des Turmes befestigt sind. Als Antrieb kommt ein pneumatisches System zum Einsatz, das den Fahrgastträger mittels umlaufenden Stahlseilen sowohl nach oben als auch nach unten beschleunigen kann. Zur Bremsung am Ende der Fahrt sind im unteren Drittel der Vertikalstrecke Bremsschwerter angebracht, die in Kombination mit Permanentmagneten an den Fahrgastträgern von einer Stromzufuhr unabhängige Wirbelstrombremsen bilden. Für den seltenen Fall, dass eine Gondel mit zu hoher Geschwindigkeit abgeschossen wurde, ist das gleiche System auch am oberen Ende der Schiene zu finden.
Je nach Besucherandrang können zwei, vier oder alle sechs Fahrspuren betrieben werden. Zudem gibt es drei verschiedene Fahrprogramme mit unterschiedlicher Länge, wobei das erste Fahrprogramm nicht mehr gefahren wird. Die Programme beinhalten immer einen Abschuss mit 4g aus der Bodenposition der 48,6 Meter langen Fahrstrecke, worauf ein Absturz in quasi freiem Fall (wirklicher freier Fall kommt nicht vor, da die Gondel stets mit dem Antrieb verbunden bleibt) aus der höchsten Position folgt. Die Anlage kann die Gondeln nicht nur fallen lassen, sondern auch nach unten schießen. Dabei entsteht eine Abwärtskraft von 1,5 g. Der Fahrgast spürt dies, indem ihn die Schulterbügel förmlich nach unten ziehen. Die Fahrt läuft bei fast vollständiger Dunkelheit ab. Maximal erreicht die Attraktion eine Kapazität von 1400 Personen pro Stunde. Vormittags nutzt der Park das intensivere Fahrprogramm 2, im Verlauf des Tages ca. um 14.00 Uhr wird auf das längere Fahrprogramm 3 gewechselt. Jedoch sind die Fahrprogramme nicht unbedingt zeitabhängig. Daher kann es vorkommen, dass Fahrprogramme je nach Andrang verwendet werden; sogar das Fahrprogramm 1 wird auch noch verwendet.
| Nummer              | Ablauf |
| ------------------- | --- |
| 1: Ganz kurz        | Es wird nach ganz oben geschossen Die Gondel wird nach unten geschossen Die Gondel wird nach oben geschossen Fall nach unten Ende der Fahrt |
| 2: etwas intensiver | Es wird nach ganz oben geschossen Die Gondel wird nach unten geschossen Die Gondel wird nach oben geschossen Fall nach unten Die Gondel wird nach oben geschossen Fall nach unten Ende der Fahrt                                                     |
| 3: etwas länger     | Halber Schuss nach oben, in die Mitte langsames Ablassen Kurze Pause unten mit Ansagen und Musik Die Gondel wird nach ganz oben geschossen Die Gondel wird nach unten geschossen Die Gondel wird nach oben geschossen Fall nach unten Ende der Fahrt |

Das Gebäude besteht aus dem 65 Meter hohen Mittelturm, der zu fast einem Drittel aus Stahlbeton besteht und auf einer zwei Meter dicken Bodenplatte ruht. Das 25 Meter hohe Basisgebäude bietet Platz für die Technik und den Schlossrundgang. Auf dem Dach des Gebäudes sind Druckbehälter als Pufferspeicher installiert, die durch vier Kompressoren befüllt werden.
2015 wurden alle Soundtracks von IMAscore überarbeitet und neu abgemischt.